# Candace Wheeler
Pour les articles homonymes, voir Wheeler.
Candace Wheeler, née Thurber le 24 mars 1827 et morte le 5 août 1923, est l'une des premières femmes à dessiner des intérieurs et des textiles aux États-Unis et est souvent considérée comme la « mère » de l'architecture d'intérieur et  de la décoration d'intérieur. Elle est connue pour avoir contribué à ouvrir le domaine du design d'intérieur aux femmes, grâce à son association au mouvement féministe, notamment par son implication dans la publication du magazine Art Interchange,. Elle est également connue pour avoir soutenu les artisanes et pour avoir encouragé un nouveau style de design américain. Elle fonde la société de l'Art décoratif à New York (1877) et la bourse de New York pour le travail des femmes (1878).
Candace Wheeler est associée au mouvement des arts et artisanats et, durant toute sa carrière, elle est considérée comme une autorité nationale en matière de décoration intérieure. Elle est également connue pour avoir conçu l'intérieur du Woman's Building, lors de l'Exposition universelle de 1893, à Chicago ainsi que l'intérieur de certaines pièce de la Maison-Blanche en 1882.                                       

## Jeunesse
Candace Wheeler naît Candace Thurber le 24 mars 1827 à Delhi dans l'État de New York, à l'ouest des montagnes Catskill. Ses parents sont Abner Gilman Thurber (1797-1860) et Lucy (née Dunham) Thurber (1800-1892). Elle est la troisième née de huit frères et sœurs : Lydia Ann Thurber (1824- ?), Charles Stewart Thurber (1826-1888), Horace Thurber (1828-1899), Lucy Thurber (1834-1893), Millicent Thurber (1837-1838), Abner Dunham Thurber (1839-1899) et Francis Beattie Thurber (1842-1907).
Wheeler a une enfance heureuse, bien qu'elle ait exprimé son agacement face à la façon dont leur père les a élevés « avec cent ans de retard ». Son père est un presbytérien strict mais aussi un strict abolitionniste. Il veille à ce que la famille n'utilise jamais de produits fabriqués par des esclaves. L'effort d'Abner est si important que la famille utilise du sucre d'érable fait maison au lieu de sucre de canne et du lin tissé à partir du lin qu'elle cultive sur sa ferme au lieu du coton du sud. Avec le recul, Candace Wheeler est convaincue que leur ferme avait été une halte du chemin de fer clandestin.
Candace Wheeler fréquente une école maternelle où, à l'âge de six ans, elle coud son premier échantillon. Vers 11 ou 12 ans, elle commence à fréquenter l'Académie du Delaware à Delhi.

## Carrière

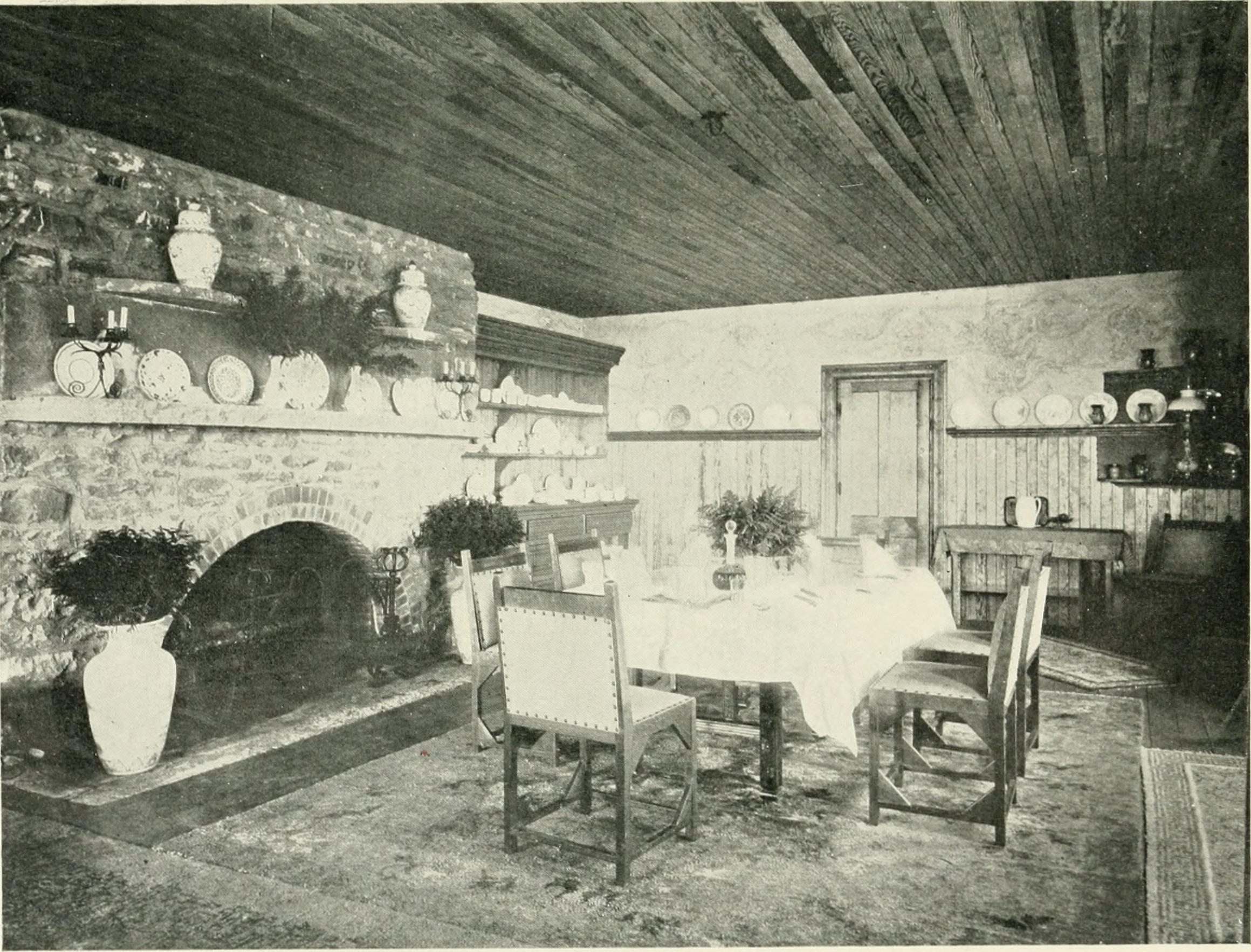
Principes de la décoration intérieure, avec des exemples pratiques (Candace Wheeler, 1903).

En 1876, Candace Wheeler visite l'exposition du centenaire de Philadelphie. Elle est profondément impressionnée par l'exposition de la Royal School of Art Needlework (en français : École royale d'art de l'aiguille), mais ce n'est pas l'art des travaux d'aiguille qui inspire Wheeler. Elle s'intéresse aux travaux d'aiguille en tant qu'entreprise gérée par des femmes et qui profite aux femmes,.
Alors qu'elle est encore à Philadelphie, Candace Wheeler conçoit une version américaine de l'école royale qui inclurait « tous les articles de fabrication féminine », ce modèle pouvant, selon elle, aider les femmes « éduquées » mais appauvries. Des années plus tard, dans une lettre adressée à sa nièce, Candace Wheeler se décrit comme « sautant sur l'occasion de travailler pour l'armée des femmes sans défense de N.Y. qui avaient honte de mendier et n'étaient pas formées pour travailler. »

### Inspiration derrière ses designs
Candace Wheeler s'inspire principalement de l’environnement naturel, en particulier de la flore et de la faune. Elle adore l'idée d'intégrer la beauté de la nature dans ses créations textiles. Ses designs se caractérisent par une fusion de motifs botaniques, intégrant des éléments tels que des fleurs, des feuilles et des insectes dans ses créations textiles. En plus de fournir des opportunités de travail aux femmes américaines, Candace Wheeler vise également à élever le goût américain et à améliorer la perception mondiale de l'artisanat américain. Le travail de Wheeler reflét l'accent mis par le mouvement des Arts and Crafts sur l'artisanat et le travail manuel. Son dévouement à l'artisanat de qualité et son incorporation de designs inspirés de la nature en ont fait une figure notable dans le monde de l'art textile de son époque.

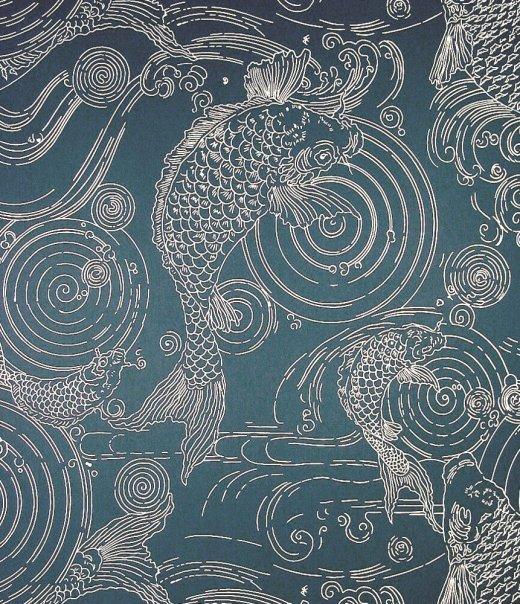
Pochoir pour papier peint à motif de carpe d'inspiration japonaise. Artiste : Candace Wheeler. Date de conception 1885-1905

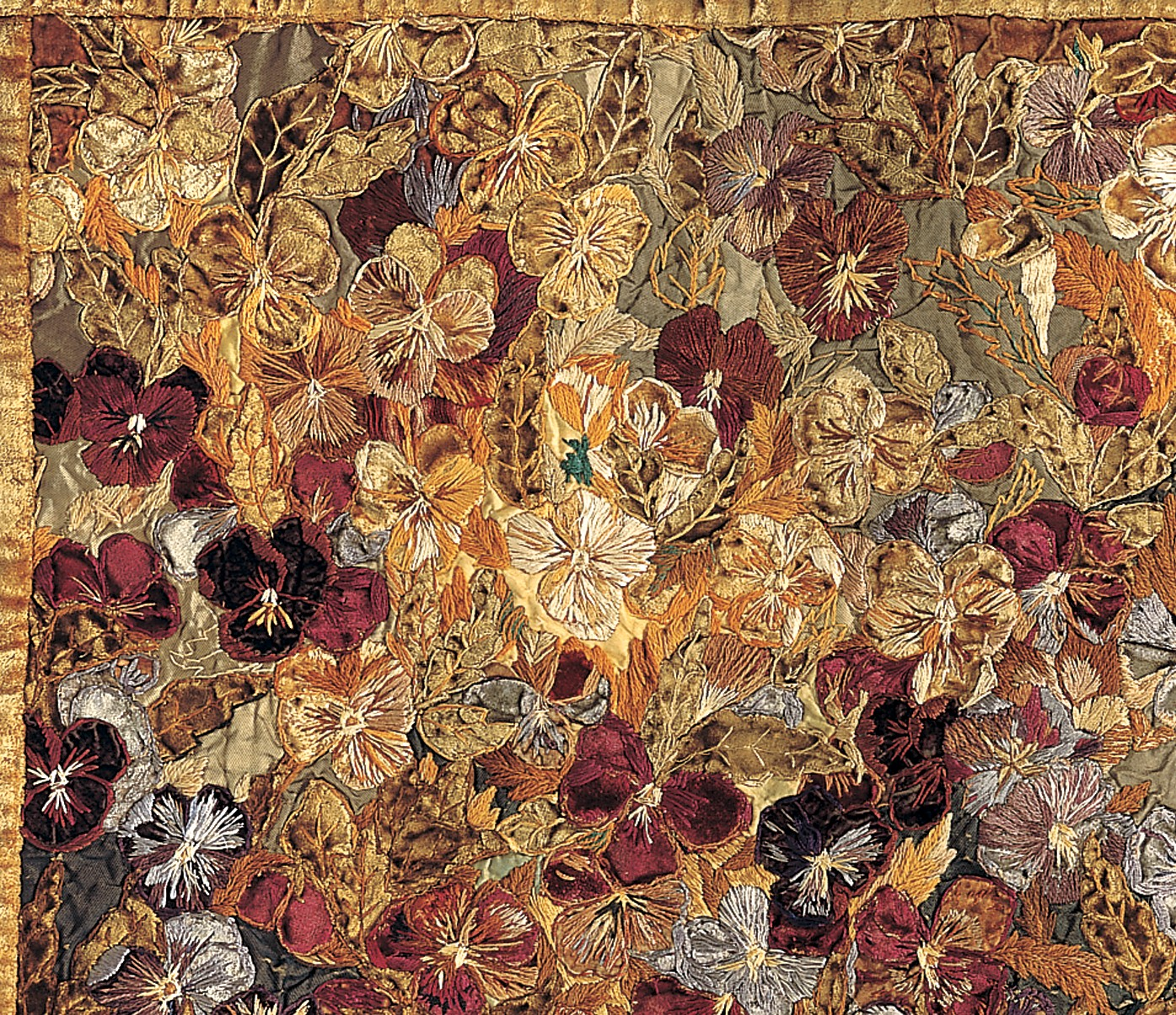
Design de textile par Candace Wheeler au 19e siècle.

### Styles et techniques
Candace Wheeler a cherché à confectionner des textiles de haute qualité dans une époque où des tissus produits en masse prédominaient. Elle a développé un style unique visant à donner à ses textiles une apparence différente sous divers jeux de lumière, presque comme des tableaux de peinture. Elle a également adopté des teintures naturelles et des techniques textiles traditionnelles. Pour obtenir ces effets spéciaux, elle utilisait souvent des matériaux coûteux tels que la soie, le velours et des fils métalliques spéciaux. De plus, elle dirigeait des employés qualifiés chargés d'ajouter des motifs complexes par la couture et de la broderie.  Cependant, en raison de la nature dispendieuse de ces matériaux, ses œuvres était généralement réservée à une clientèle plus fortunée. Wheeler avait un goût prononcé pour l'expérimentation, elle aimait essayer des différents moyens d'intégrer des ombres et du mouvement dans son travail. Elle a été reconnue pour une technique de tissage appelée "tapisserie à l'aiguille" en 1880. Cette technique utilisait une toile de soie lâche avec deux ensembles de fils de couleurs différentes. Pour simplifier, on peut comparer le tissu de Wheeler à une toile de point de croix compté. Candace Wheeler a découvert ce tissu pour sa tapisserie par accident au cours de sa quête d'un matériau de base idéal pour améliorer son travail de broderie. En observant le fonctionnement d'un métier Jacquard chez la société textile Cheney Brothers, elle est tombée sur un morceau de toile de soie tissée lâchement, abandonné et imparfait. Cette découverte inattendue a servi d'inspiration et de prototype pour l'utilisation de ses tissus innovants.

### Société des arts décoratifs de New York
Candace Wheeler fonde la Société des arts décoratifs, à New York, en 1877, dont les autres membres fondateurs sont Louis Comfort Tiffany, John LaFarge et Elizabeth Bacon Custer (en). La société a pour but d'aider les femmes à subvenir à leurs besoins, grâce à des activités artisanales, telles que la couture, les travaux d'aiguille et autres arts décoratifs. La société se concentre sur les milliers de femmes qui se sont retrouvées dans l'indigence, à la fin de la guerre civile.
Wheeler fait appel à d'éminentes matrones de la société new-yorkaise, pour soutenir une boutique, dans laquelle les produits de haute qualité et faits sur mesure peuvent être vendus pour produire un revenu,. La société a cinq cents abonnés en trois ans. D'éminents artistes sont engagés pour enseigner ou juger des expositions à la Société des arts décoratifs de New York. Candace Wheeler contribue à la création de sociétés connexes à Chicago, St Louis, Hartford, Détroit, Troy (New York) et Charleston, en Caroline du Sud.

### Bourse de New York pour le travail des femmes
En 1878, Candace Wheeler contribue au lancement de la bourse de New York pour le travail des femmes, où celles-ci peuvent vendre tous les produits qu'elles peuvent fabriquer à la maison, y compris des produits de boulangerie et du linge de maison,. Cette nouvelle entreprise sert à un plus grand nombre de femmes car aucune compétence artistique n'est requise. La bourse ouvre en mars 1878, avec une vente en consignation de trente articles au domicile de la cofondatrice de la bourse, Mary Choate. En avril, la bourse s'installe dans un local loué et, en mai, elle a suffisamment de succès pour employer des vendeuses à temps partiel. La première année, la bourse verse près de 14 000 dollars de commissions. En 1891, il y a au moins soixante-douze bourses d'échanges à travers les États-Unis.
En 1879, Candace Wheeler démissionne de la Société des arts décoratifs.

### Tiffany & Wheeler
En 1879, Candace Wheeler et Louis Comfort Tiffany cofondent l'entreprise de décoration intérieure Tiffany & Wheeler,. Tiffany & Wheeler, est également connue sous le nom de Tiffany & Co, Associated Artists. Les partenaires sont Louis Comfort Tiffany, Candace Wheeler, William Pringle Mitchell et Lockwood de Forest (en). L'entreprise décore un certain nombre de maisons et de bâtiments publics importants de la fin du XIXe siècle, notamment la salle des vétérans de l'armurerie du septième régiment, le théâtre de Madison Square, l'Union League Club, la maison de George Kemp et le salon de la maison de Cornelius Vanderbilt II. L'entreprise conçoit également l'intérieur de la maison de Mark Twain.
Une des plus grands projets de la compagnie était la rénovation de la Maison-Blanche à la suite de l'assassinat du 20e président des États-Unis, James Garfield. Le président suivant, Chester Arthur, a demandé un rafraîchissement de la résidence présidentielle. En 1882, Tiffany& Wheeler a été chargée de travailler sur plusieurs pièces de la Maison-Blanche, notamment la Salle Bleue, la Salle Rouge, la Salle Est, la Salle à Manger d'État et le Hall d'Entrée. Leur travail comprenait le remplacement du mobilier, l'application de motifs décoratifs de peinture, et l'installation de papiers peints aux designs complexes. De manière importante, ils ont incorporé l'une des œuvres iconiques de Wheeler, connue sous le nom de "Honeybee", durant ces rénovations.

### Associated Artists

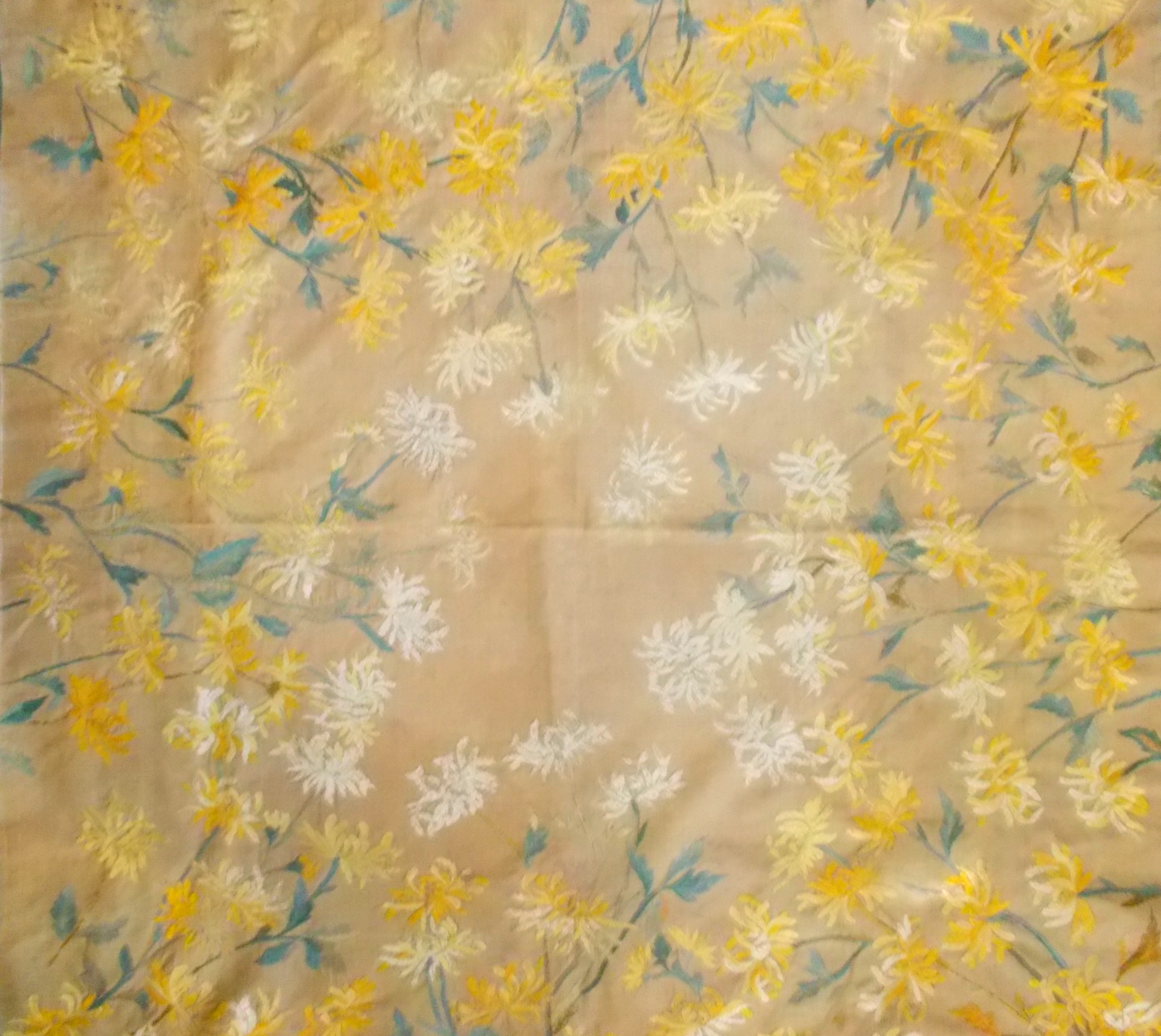
Couverture de table, en carton brodé, Associated Artists (broderie en fil de soie sur tissu, vers 1900).

En 1883, Candace Wheeler crée sa propre entreprise textile, à laquelle ne participent que des femmes, sous le nom d’Associated Artists,. L'entreprise produit une large gamme de produits textiles, notamment des tapisseries et des rideaux. Associated Artists est particulièrement connue pour ses soies « changeantes ». Tissés à partir de deux fils, ces tissus changent de couleur en fonction de la lumière. Les clients aisés peuvent créer des tissus personnalisés. Andrew Carnegie commandé un damas de chardon écossais pour son propre usage. Lillie Langtry commandé un portique floral en brocart gris argenté pour sa chambre. En même temps, Candace Wheeler veille à ce que ses produits soient accessibles à un large public en créant des modèles prêts à l'emploi et en reflétant les dessins américains et les formes végétales locales,. Entre 1884 et 1894, Cheney Brothers produit plus de 500 tissus pour Associated Artists qui sont vendus à travers les États-Unis sur tous les marchés,.
Le style de tapisserie caractéristique d’Associated Artists est une combinaison de métier à tisser et de tissage de tapisserie que Candace Wheeler a inventé. Cette technique rend les points pratiquement invisibles et créé une tapisserie visuellement plus lisse.

### Onteora
En 1892, en coordination avec son mari et son frère, Candace Wheeler fonde une colonie d'artistes dans les montagnes de Catskill, appelée Onteora,. La colonie attire les femmes célibataires qui peuvent montrer leurs compétences en art ou en écriture pour gagner de l'argent, elle finit par posséder deux mille acres de terre.

### Exposition universelle de Chicago
En 1893, à l'âge de 66 ans, Candace Wheeler est sollicitée pour être la décoratrice du Woman's Building de l'Exposition universelle de Chicago et pour y organiser l'exposition d'arts appliqués de l'État de New York. Le Woman's Building est supervisé par Bertha Palmer et conçu par l'architecte Sophia Hayden. Parmi les artistes présents dans le Woman's Building figurent Alice Rideout, Mary Cassatt et la fille de Wheeler, Dora Wheeler Keith. Le bâtiment est rempli d'expositions des beaux-arts, de l'artisanat, des produits industriels et des spécialités régionales et ethniques des femmes du monde entier.
Des panneaux, alignés le long de la grande rotonde du Woman's Building, énumèrent « les noms en or des femmes qui, au cours des siècles passés et présents, ont fait honneur à la race humaine », un appel nominal qui fait écho aux noms figurant sur l'installation au sol The Dinner Party, de 1979, de Judy Chicago.

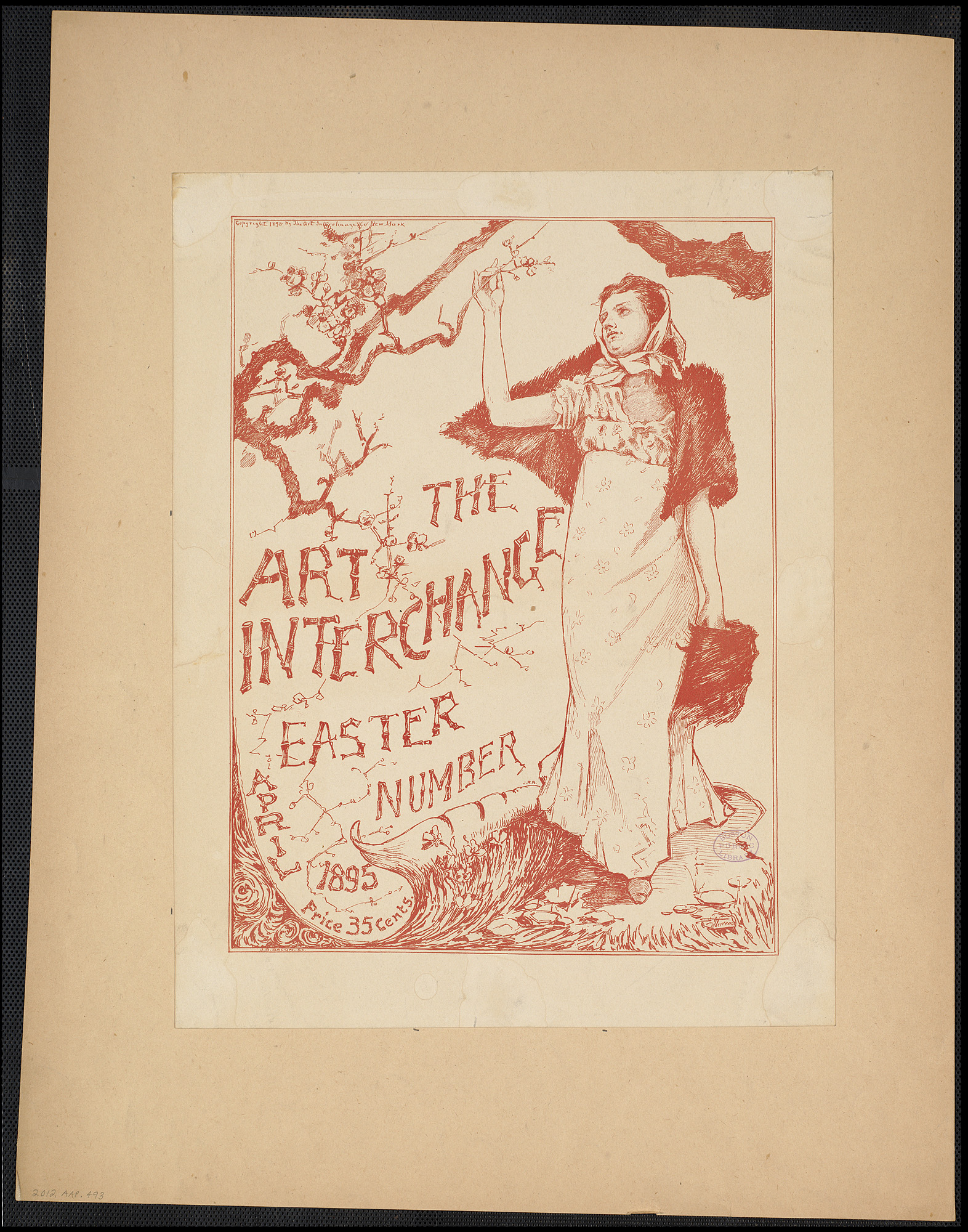
Magazine : The Art Interchange, avril 1895

### Publication du magazineArt Interchange
En 1878, Candace Wheeler crée le magazine Art Interchange. Les lecteurs du magazine étaient principalement des femmes américaines de la classe moyenne. Le magazine contenait des articles sur différents sujets tel que l’art, le ménage, et la domesticité. Cependant, le magazine mettait aussi de l’avant des sujets plus féministes. On y retrouve entre autres des textes critiquant l’institution du mariage. En effet, le magazine mettait de l’avant une idéologie de la femme du future, pour qui le mariage ne représenterai pas la seule option de carrière, ce qui était le cas pour les femmes au 19e siècle. Également, le magazine remet en question la place des femmes en société aux 19e siècle, soit en promouvant le travail de celles-ci. Durant les années 1880, le magazine vendra plus de 20 000 exemplaires. Finalement, le magazine cessera sa publication en 1906.  

### Vie ultérieure
Candace Wheeler passe la plus grande partie de sa vie à écrire des livres et des articles sur la décoration et les arts textiles, ainsi que des romans. Elle publie son dernier livre en 1921.

## Vie personnelle
Lors d'un voyage à New York, en 1843, Candace rencontre Thomas Mason Wheeler (1818-1895). En moins d'un an, ils se marient. Le couple a finalement eu quatre enfants :
- Candace Thurber Wheeler (1845-1876), qui a épousé Lewis Atterbury Stimson (en) (1844-1917) et est la mère de Henry Lewis Stimson, qui est devenu Secrétaire à la Guerre des États-Unis[24],
- James Cooper Wheeler (1849-1912), qui a épousé Annie Morris Robinson, le 4 octobre 1878[25].
- Dora Wheeler (1856-1940)[26], qui a épousé Boudinot Keith (1859-1925)[27],
- Dunham Wheeler (1861-1938).

Candace Wheeler meurt le 5 août 1923, à l'âge de 96 ans.

## Publications
- (en) Candace Wheeler, Household Art, New York, Harper & Brothers, 1893.
- (en) Candace Wheeler, Content in a Garden, New York, Houghton Mifflin and Company, 1901.
- (en) Candace Wheeler, How to make rugs, New York, Doubleday, Page & Company, 1902.
- (en) Candace Wheeler, Principles of Home Decoration [« Principes de la décoration intérieure, avec des exemples pratiques »], New York, Doubleday, Page & Company, 1903.
- (en) Candace Wheeler, The Annals of Onteora : 1887–1914, New York, E.W. Whitfield, 1914 ?.
- (en) Candace Wheeler, Yesterdays in a busy life, New York, Harper & Brothers, 1918.
- (en) Candace Wheeler, The Development of Embroidery in America, New York, Harper & Brothers, 1921.

### Source de la traduction
- (en) Cet article est partiellement ou en totalité issu de l’article de Wikipédia en anglais intitulé « Candace Wheeler » (voir la liste des auteurs).